# قريش بن أنس
قريش بن أنس أبو أنس البصري بصري من تبع التابعين، وأحد رواة الحديث النبوي. روى له الجماعة سوى ابن ماجه.

## روايته للحديث النبوي
- روى عن: أشعث بن عبد الملك الحمراني، وحبيب بْن الشهيد، وحماد بن سلمة، وحميد الطويل، والخليل بْن أَحْمَد النحوي، وسليمان التيمي، وشعبة بن الحجاج، وصالح بْن أَبي الأخضر، وعبد الله بن عون، وعثمان بْن غياث، وعثمان الشحام، وعوف الأعرابي، وعون بْن عَمْرو القيسي، وهو أخو رياح بْن عَمْرو القيسي ولقبه عوين، ومُحَمَّد بْن عَمْرو بن علقمة، ويونس بْن حبيب النحوي.
- روى عنه: أبو الأزهر أحمد بْن الأزهر النيسابوري، وأحمد بْن عُبَيد الله الغداني، وأبو الجوزاء أحمد بن عثمان النوفي، وأحمد بْن مُحَمَّد بْن يحيى بْن سَعِيد القطان، وإسحاق بن إِبْرَاهِيم بن حبيب بن الشهيد، وإسحاق بْن إِبْرَاهِيم الصواف، وبكار بْن قتيبة القاضي، وأبو خيثمة زهير بْن حرب، وأَبُو بَكْر عَبد اللَّهِ بْن أَبي الأسود، وعبد اللَّه بْن الهيثم العبدي، وأبو قلابة الرقاشي، وعلي بْن حرب الطائي، وعلي بن المديني، ومُحَمَّد بْن أَحْمَد بْن أَبي العوام الرياحي، ومحمد بن بشار بندار، ومحمد بْن سلام الجمحي، ومُحَمَّد بْن عبد الرحمن العنبري، ومحمد بْن عثمان بْن أَبي صفوان الثقفي، وأَبُو مُوسَى مُحَمَّد بْن المثنى، ومُحَمَّد بْن يونس الكديمي، ومحمود بْن غيلان المروزي، وهارون بْن عَبد اللَّهِ الحمال، ويحيى بْن أَبي الخصيب الرازي، ويحيى بن معين، ويزيد بْن سنان البَصْرِيّ نزيل مصر.[1]
- الجرح والتعديل: وثّقه يحيى بن معين وعلي بن المديني والنسائي، وقال البخاري: «مات سنة تسع ومئتين، وكان قد اختلط ست سنين في البيت»، وقال أبو حاتم الرازي: «لا بأس بِهِ إلا أنه تغير»،[1] قال النسائي: «تغير قبل موته بست سنين»، وقال ابن حبان: «كان شيخا صدوقا إلا أنه اختلط في آخر عمره حتى كان لا يدري ما يحدث به وبقي ست سنين في اختلاطه»،[2] روى له الجماعة سوى ابن ماجه.[1]